# ليزا آدامز
ليزا آدامز (بالإنجليزية: Lisa Adams) هي رسامة أمريكية، ولدت في 1955 في بريستول في الولايات المتحدة.

## وصلات خارجية
- الموقع الرسمي